# Misfits.strangers.liars.friends
Misfits.strangers.liars.friends é o segundo álbum de estúdio da banda canadense de rap rock, Project Wyze.

## Faixas
1. "Room to Breathe"
2. "Nothing's What It Seems"
3. "Denial"
4. "Erica"
5. "Hush"
6. "Eyes Wide Shut"
7. "Running Away"
8. "Behind Closed Doors"
9. "Only Time Will Tell"
10. "Strangers Among Us"
11. "Jakobz Labber"